# Zaprionus ghesquierei
Zaprionus ghesquierei är en tvåvingeart som beskrevs av Collart 1937. Zaprionus ghesquierei ingår i släktet Zaprionus och familjen daggflugor. Inga underarter finns listade i Catalogue of Life.